# لمبورن
لمبورن (به انگلیسی: Lambourn) یک روستا، شهرک و محله مدنی در بریتانیا است که در West Berkshire واقع شده‌است. لمبورن ۶۰٫۴۴ کیلومتر مربع مساحت و ۴٬۱۰۳ نفر جمعیت دارد.